# Mission Santa Barbara
Mission Santa Barbara, também conhecida como Santa Barbara Mission (em português:  Missão Santa Bárbara) é uma igreja espanhola em Santa Bárbara na Califórnia, Estados Unidos. Foi criada em 4 de dezembro de 1786.
A igreja foi designada, em 15 de outubro de 1966, um edifício do Registro Nacional de Lugares Históricos bem como, em 9 de outubro de 1960, um Marco Histórico Nacional. Em 12 de julho de 1939 foi designado um Marco Histórico da Califórnia.

## Situação atual
A Mission Santa Barbara continua a servir a comunidade como uma igreja paroquial. Além de seu uso como um lugar de adoração, ela contém uma loja de presentes, um museu, um convento franciscano, e uma casa de retiro. A Missão é uma atração turística principal em Santa Bárbara. É propriedade da Província Franciscana de Santa Bárbara.

## Galeria de imagens

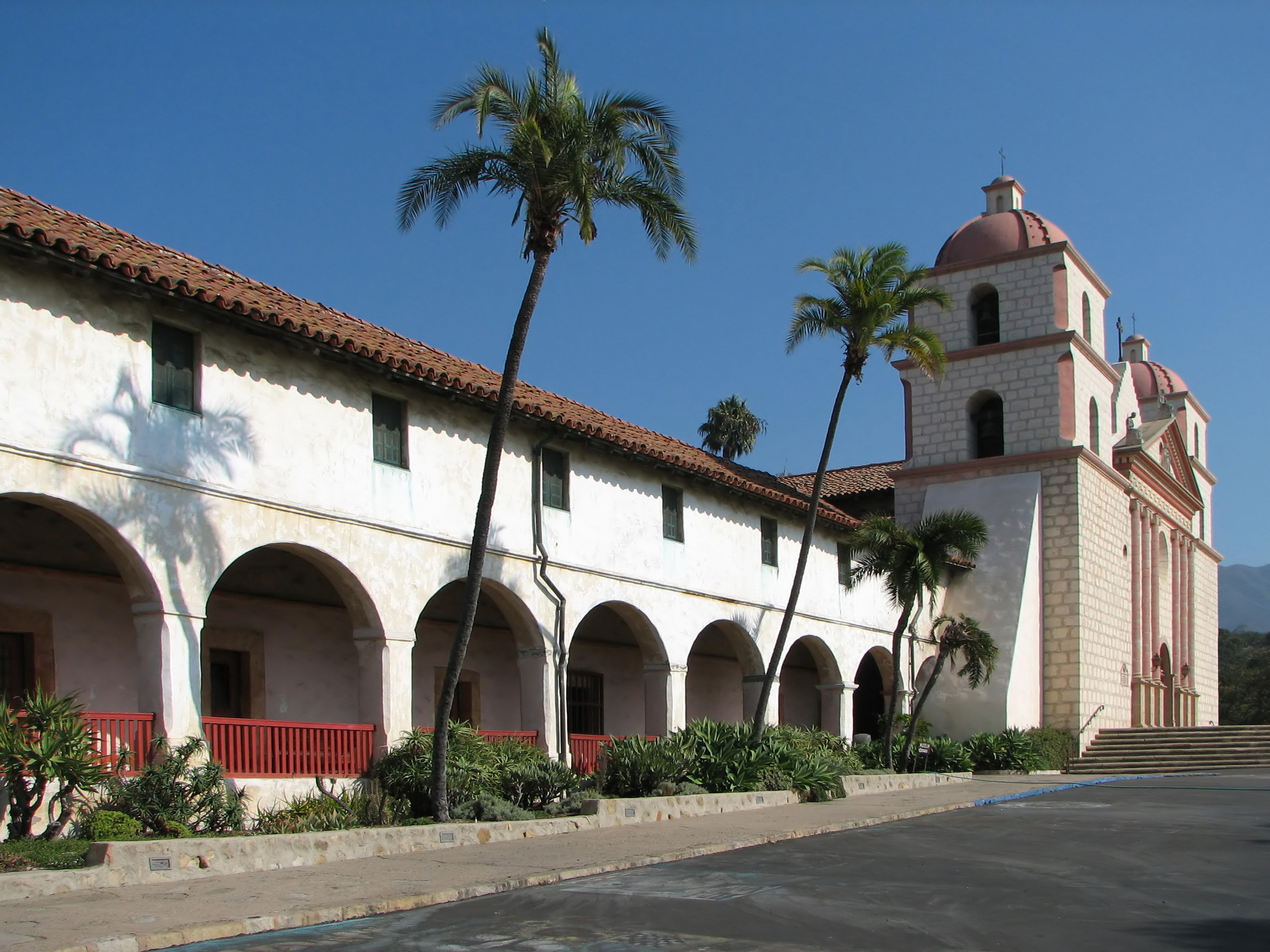
Vista frontal da missão.
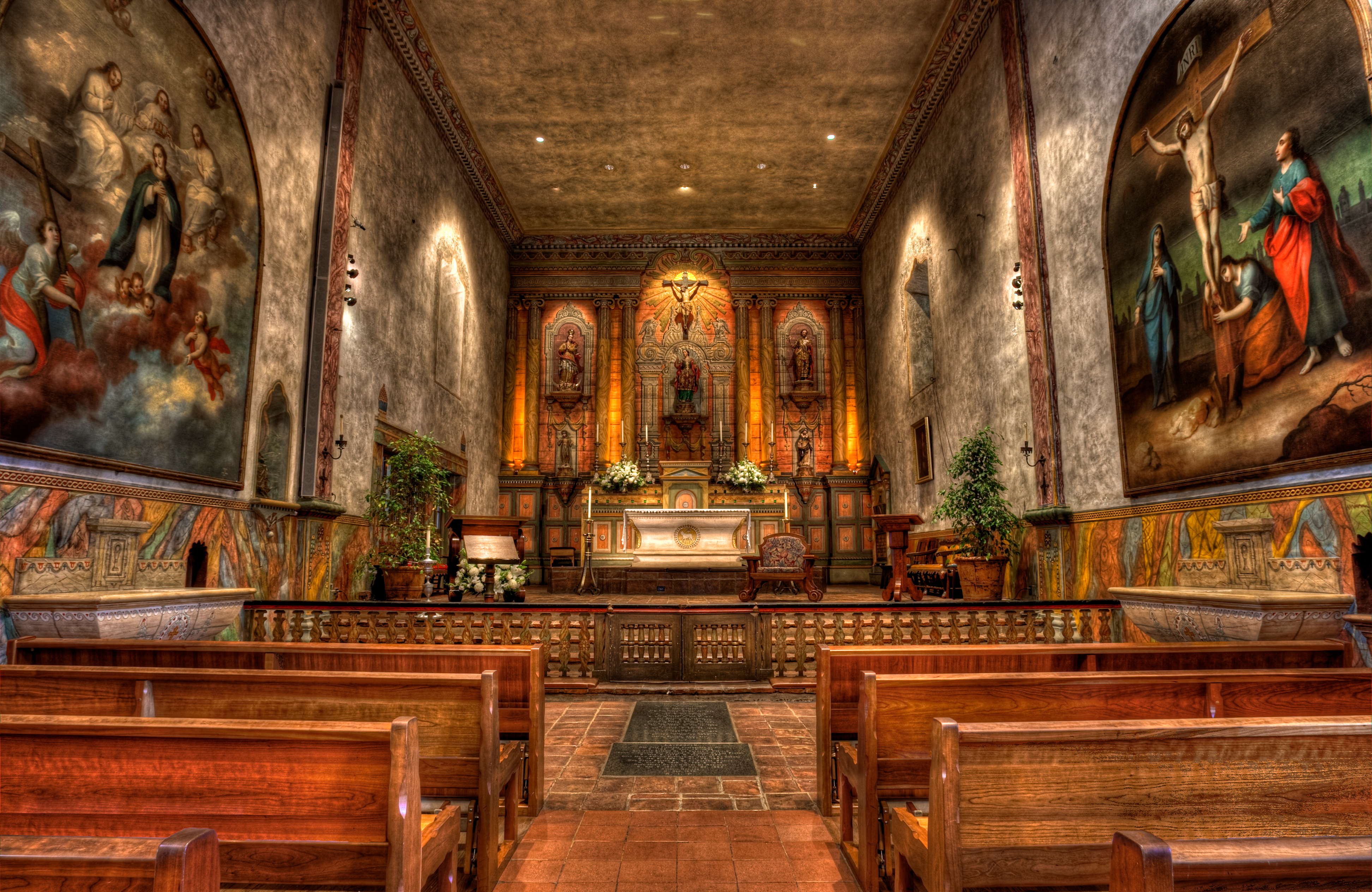
Interior da capela.
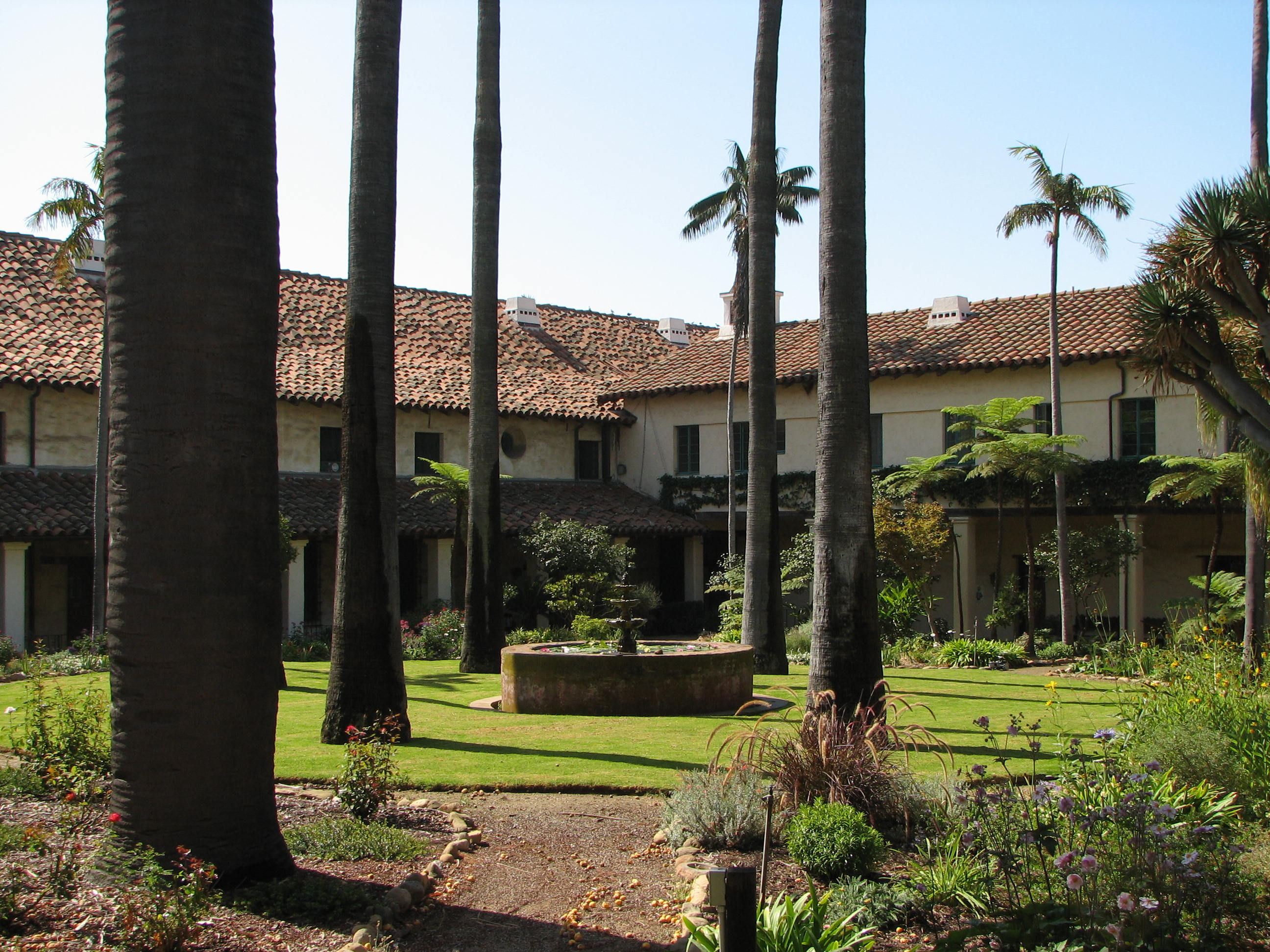
O jardim.